# Mercedes Erra
Mercedes Erra (Sabadell, 1954. szeptember 23. –) francia üzletasszony, a Havas Worldwide vezérigazgatója, a BETC társalapítója és a Havas vezérigazgatója. A márkaépítés és a kommunikáció specialistája. Arról ismert, hogy a Danone-nak, az Eviannek és az Air France-nak dolgozik. Az Eviannek szánt "Roller Babies" kampányuknak azért sikerült a Guinness Rekordok Könyvébe kerülnie, mert a hirdetést 75 millió alkalommal nézték meg.
Hatévesen Franciaországba költözött. A párizsi HEC-n tanult. 1981-ben kezdett el gyakornokként dolgozni a Saatchi & Saatchinál. Ezt követően reklámigazgatóként, ügyfélmenedzserként, vezérigazgató-helyettesként dolgozott, végül 1995-ig a Saatchi & Saatchi Advertising vezérigazgatója lett. A BETC ügynökség "E" tagja (Babinet, Erra, Tong Cuong).
A női vezetés szószólója, a Nők Gazdasági és Társadalmi Fórumának társalapítója. Együttműködik az Uniceffel és az ELLE Alapítvánnyal is. Aktív tagja a Human Rights Watch francia bizottságának és állandó tagja a médiában a nőkről alkotott képpel foglalkozó francia bizottságnak. 2012 márciusában Errát az Art Media Society igazgatóságába nevezték ki.